# Tuomas Kettunen
Tuomas Ilari Kettunen, född 9 januari 1988 i Paldamo, är en finländsk politiker (Centern). Han är ledamot av Finlands riksdag sedan 28 november 2019. Han efterträdde Antti Rantakangas som hade avlidit i ämbetet.
Kettunen fick 7 264 röster i riksdagsvalet 2023 när han kandiderade till omval i Uleåborgs valkrets och blev vald till en hel mandatperiod.